# Sporo-reagujuća supstanca anafilakse
Sporo-reagujuća supstanca anafilakse (SRS-A) je smeša leukotriena LTC4, LTD4 i LTE4. Mastociti je izlučuju tokom anafilaktičke reakcije, uključujući inflamaciju. Ona je prisutna u bazofilima.
SRS-A indukuje dugotrajnu, sporu kontrakciju glatkih mišića. Ona ima značajnu bronhokonstrikcionu ulogu u astmi. U odnosu na histamin, ona je znatno potentnija, ima sporiji početak dejstva i duže trajanje dejstva.

## Spoljašnje veze
- Slow+Reacting+Substance+of+Anaphylaxis на 